# Ahn (Luxembourg)
Pour les articles homonymes, voir Ahn.
Ahn (luxembourgeois: Ohn) est une section de la commune luxembourgeoise de Wormeldange située dans le canton de Grevenmacher.
Elle est située près de la Moselle.